# 布夫泰亞

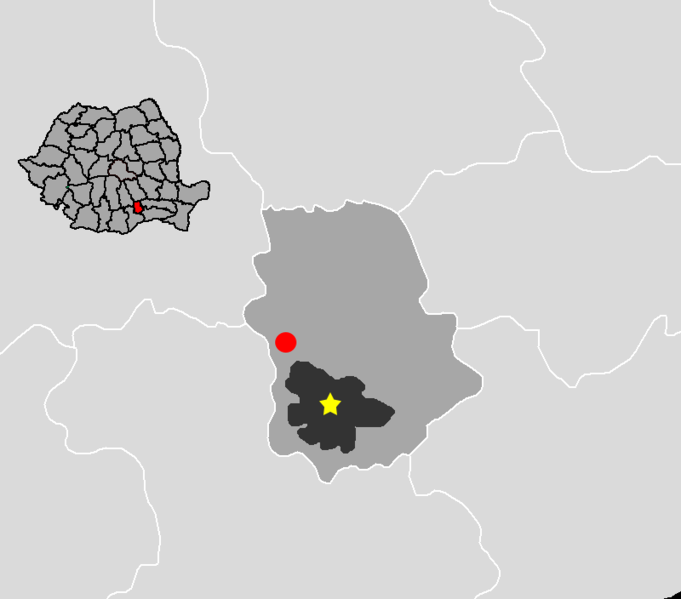

布夫泰亞是羅馬尼亞的城市，位於該國南部，距離首府布加勒斯特20公里，由伊爾福夫縣負責管轄，面積57.36平方公里，海拔高度104米，2009年人口21,102，大多數居民信奉東正教。